# Zeche Mühlenberg
Die Zeche Mühlenberg ist ein ehemaliges Steinkohlenbergwerk in Hörde-Schüren. Das Bergwerk war auch unter den Namen Kohlwerk in den Hörder Gärten, Zeche Am Mühlenberg, Zeche Geitling und Zeche Mühlenberg Nr. I und Nr. II bekannt.

## Bergwerksgeschichte
Am 20. April des Jahres 1787 wurde die Besitzergreifungsurkunde an den Gewerken W. Feldmann ausgestellt. Im Anschluss daran ging das Bergwerk in Betrieb. Die Lösung der Grubenwässer erfolgte über eine Verbindung mit einem Stollen im Hördeschen. Es wurde bei einer Teufe von 18 Lachtern und fünf Faden Unterwerksbau betrieben. Bei der Auffahrung in einer größeren Teufe traf man auf eine Störung. Um das Jahr 1797 wurde das Bergwerk aufgrund von zuströmenden Wasser aufgegeben. Am 17. August des Jahres 1834 wurde eine neue Mutung eingelegt. Am 7. Oktober des Jahres 1847 wurden die Geviertfelder Mühlenberg und Mühlenberg Nr. II verliehen. In der Zeit vom 19. Juni des Jahres 1854 bis zum 16. Januar des Jahres 1855 konsolidierte die Zeche mit der Zeche Landwehr zur Zeche Landwehr & Mühlenberg.